# Брюно, Альфред
Луи-Шарль-Бонавантюр-Альфред Брюно (фр. Louis Charles Bonaventure Alfred Bruneau; 1857—1934) — французский композитор, дирижёр, музыкальный критик и искусствовед. Кавалер ордена Почётного легиона.

## Биография
Альфред Брюно родился 3 марта 1857 года в городе Париже.
Учился музыке в Парижской консерватории, где занимался по классу виолончели у Огюста Жозефа Франкомма, а по композиции у Жюля Массне.
Брюно был большим другом Эмиля Золя. Он, в частности, был главным организатором грандиозного концерта памяти Золя в 1908 году (дирижировал Жорж Марти).
А. Брюно написал 14 опер (большинство на сюжеты Золя). Помимо этого им были написаны оркестровые сочинения, вокальные циклы, балеты, и другие музыкальные произведения.
Как критик и искусствовед Брюно написал множество трудов о музыке, в частности, и о русской (в 1901 году он посетил Российскую империю), как например в своей работе озаглавленной «Russische Musik» и изданной в Берлине в 1905 году.
В 1909 году занял должность главного инспектора музыкального образования.
В 1925 году Альфред Брюно стал членом Института Франции.
Луи Шарль Бонавантюр Альфред Брюно умер 15 июня 1934 года в родном городе и был похоронен на кладбище Батиньоль.

## Избранная библиография
- Брюно А. Стихи или проза. В сб. Статьи и рецензии композиторов Франции. М., 1972.
- «Музыка России и французские музыканты» (1903),
- «Воспоминания о Золя» (1932).